# Пандельский район
Пандельский район (лит. Pandėlio rajonas) — административно-территориальная единица в составе Литовской ССР, существовавшая в 1950—1962 годах. Центр — село (с 1956 — город) Панделис.
Пандельский район был образован в составе Шяуляйской области Литовской ССР 20 июня 1950 года. В его состав вошли 16 сельсоветов Рокишкского уезда, 7 сельсоветов Биржайского уезда и 3 сельсовета Купишкского уезда.
28 мая 1953 года в связи с ликвидацией Шяуляйской области Пандельский район перешёл в прямое подчинение Литовской ССР.
7 декабря 1959 года к Пандельскому району был присоединён 1 сельсовет упразднённого Вабальнинкского района.
31 марта 1962 года Пандельский район был упразднён, а его территория передана в Рокишкский район.